# Pietro Lorenzetti

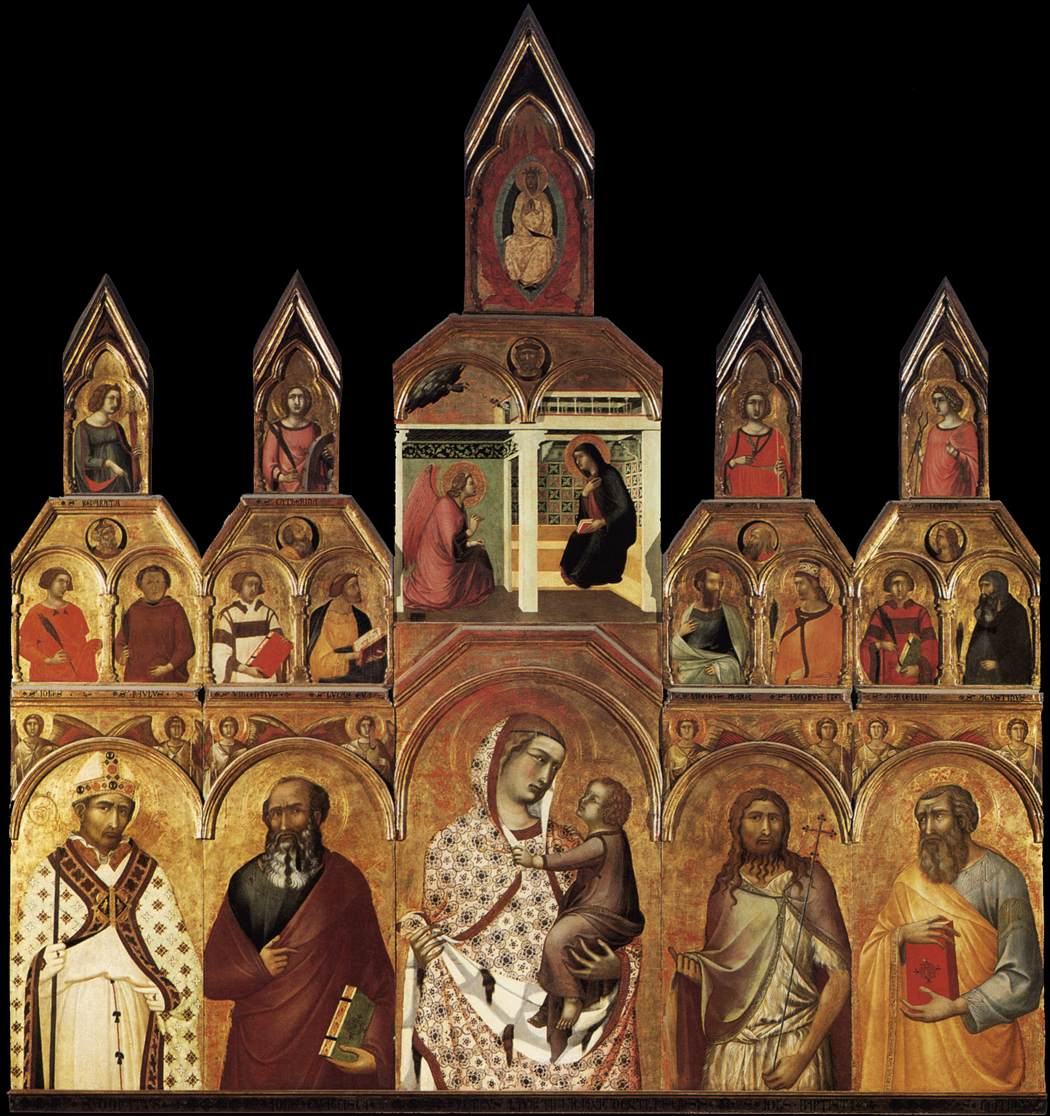
Pietro Lorenzetti: Polyptychon von Pieve di Arezzo, 1320

Pietro Lorenzetti (* um 1280 in Siena; † wahrscheinlich 1348 ebenda) war ein vor allem in Siena, Assisi und anderen toskanischen Städten aktiver Maler des 14. Jahrhunderts und einer der bekanntesten Vertreter der Sieneser Kunst des Trecento. Er ist der ältere Bruder des Malers Ambrogio Lorenzetti.

## Biografie
Es ist nur wenig über sein Leben bekannt, auch Geburts- und Sterbedatum basieren nur auf Vermutungen. Die Überlegung, dass Pietro Lorenzetti identisch sein könnte mit einem gewissen „Petruccio di Lorenzo“, der am 25. Februar 1306 von der Gemeinde Siena eine Bezahlung von 1 Lira und 10 Soldi für ein Gemälde erhielt, hat zu einem möglichen Geburtsjahr um 1280 geführt, da man damals erst mit 25 Jahren volljährig wurde und ein eigenes Gehalt beziehen durfte.
Vasari kannte nicht einmal seinen richtigen Namen, sondern nannte ihn „Pietro Laurati“. Dass Pietro der Bruder von Ambrogio Lorenzetti ist, weiß man durch eine Inschrift unter dem heute nicht mehr existierenden Fresko des Marienlebens an der Fassade des Hospitals von Santa Maria della Scala in Siena.
Über Pietros Ausbildung ist nichts bekannt. Er gilt als Nachfolger Giottos, da er vor März 1320 den Freskenzyklus im linken Seitenschiff der Unterkirche der Basilika San Francesco in Assisi fertigstellte, insbesondere mit Szenen der Passion Christi, darunter die Kreuzigung. Diese Malereien gelten als sein Meisterwerk wegen der enormen und zu seiner Zeit revolutionären Ausdruckskraft seiner Figuren und verschiedener anderer Neuerungen; u. a. gilt er als der Erste, der einen Schlagschatten und einen von Sternschnuppen durchzogenen Himmel malte.

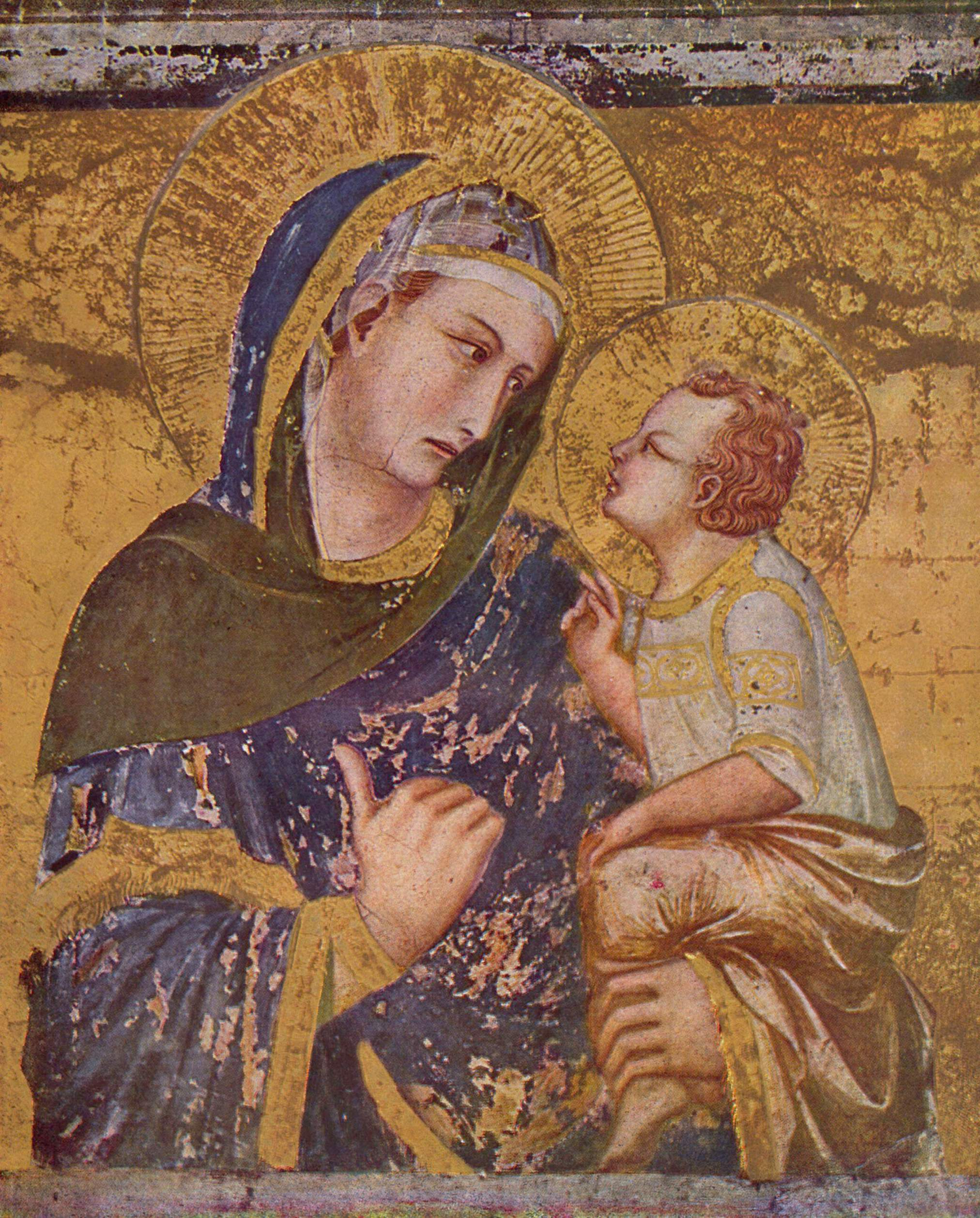
Madonna dei tramonti („Madonna des Sonnenuntergangs“), Fresco in der Basilika San Francesco, Assisi

Zu den wenigen datierten Werken gehört das Polyptychon von Pieve di Arezzo (siehe oben), das er 1320 im Auftrag des Bischofs Guido Tarlati für die Kirche Santa Maria della Pieve in Arezzo schuf und das sich noch vor Ort befindet (ohne die Predella). Im erhaltenen Vertrag wurde er auf Latein als „Petrus pictor, quondam Lorenzetti qui fuit de Senis“ bezeichnet.
Am 27. Juni 1326 erhielt er die Bezahlung für einige Fresken im Dom von Siena, die heute verloren sind. Wenig später schuf er für die Karmeliterkirche von Siena einen Altar, den er mit der folgenden Signatur und Datum versah: „Petrus Laurentii de Senis me pinxit A.D. MCCCXXVIII[I]“. Dieser Altar wurde später auseinandergenommen und die Teile in alle Himmelsrichtungen zerstreut.
In den 1330er Jahren betrieb Pietro vermutlich gemeinsam mit seinem Bruder Ambrogio eine Werkstatt in Siena. 1335 arbeiteten sie zusammen an den oben erwähnten Fresken im Hospital von Santa Maria della Scala in Siena. Im November desselben Jahres erhielt Pietro (erst mehrere Jahre nach der Fertigstellung) die Bezahlung für eine Altartafel in der Kirche Santo Savino, deren Hauptbild die bekannte Geburt der Jungfrau Maria ist, die sich heute im Museo dell’Opera del Duomo in Siena befindet.
Aus Dokumenten geht hervor, dass Pietro Lorenzetti 1342 und 1344 Land für den Bruder und den Sohn des Bildhauers Tino di Camaino erwarb und verkaufte, und dass seine Frau Giovanna eine Schwester des Niccolò di Mino Cicerchia war, dem Generalschatzmeister der Gabella.
Sein letztes erhaltenes datiertes Werk ist ein 1345 entstandenes Fresko der Verkündigung mit sechs Heiligen in Castiglione del Bosco.
Da nach 1345 jegliche Nachrichten über Pietro Lorenzetti fehlen, wurde er möglicherweise wie sein Bruder Ambrogio und dessen Familie Opfer der Pestepidemie von 1348.
Pietro Lorenzettis Vorbilder waren u. a. Duccio di Buoninsegna, Giotto und Giovanni Pisano. Von Duccio übernahm er die Figurendarstellung wie z. B. im Retabel der Pfarrkirche von Arezzo, von Giotto lernte er Raumdarstellung und Verkürzung und von Pisano die Leidenschaftlichkeit des Vortrags.

## Werke (Auswahl)

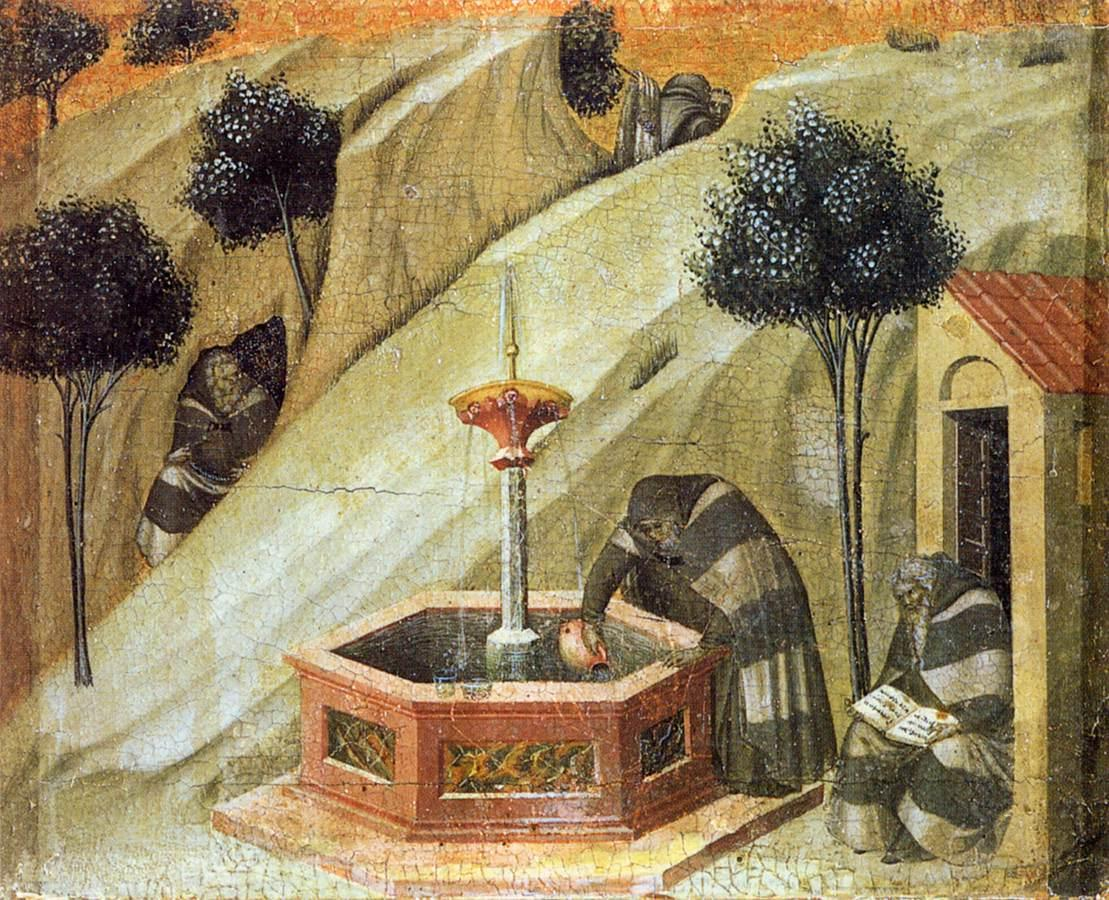
Einsiedler am Brunnen des Elia, Predellenbild der Pala del Carmine, ca. 1329, Siena

### Altäre
- Polyptychon von Pieve di Arezzo, 1320, Kirche Santa Maria della Pieve, Arezzo
- Pala del Carmine (Hauptbild: Madonna und Kind mit dem hl. Nikolaus und den Propheten Elias), 1329, Pinacoteca Nazionale, Siena (Teile in Museen in New Haven und Princeton)
- Thronende Madonna mit Kind und Engeln, 126 × 83 cm, Museo Diocesano, Cortona
- Thronende Madonna mit Kind und Engeln, 145 × 122 cm, 1340, Uffizien, Florenz
- Tod der hl. Humilitas von Vallombrosa, 44 × 32 cm, 1341, Uffizien, Florenz
- Geburt der Jungfrau, Tempera und Gold auf Holz, 188 × 183 cm, 1342, Museo dell’Opera del Duomo, Siena

### Fresken
- Fresken in der Unterkirche von San Francesco in Assisi, vor März 1320:[6][5]

- - Einzug in Jerusalem
  - Fußwaschung
  - Letztes Abendmahl
  - Gefangennahme Christi
  - Geißelung vor Pilatus
  - Gang zum Kalvarienberg
  - Kreuzigung
  - Kreuzabnahme
  - Grablegung
  - Christus in der Vorhölle
  - Auferstehung

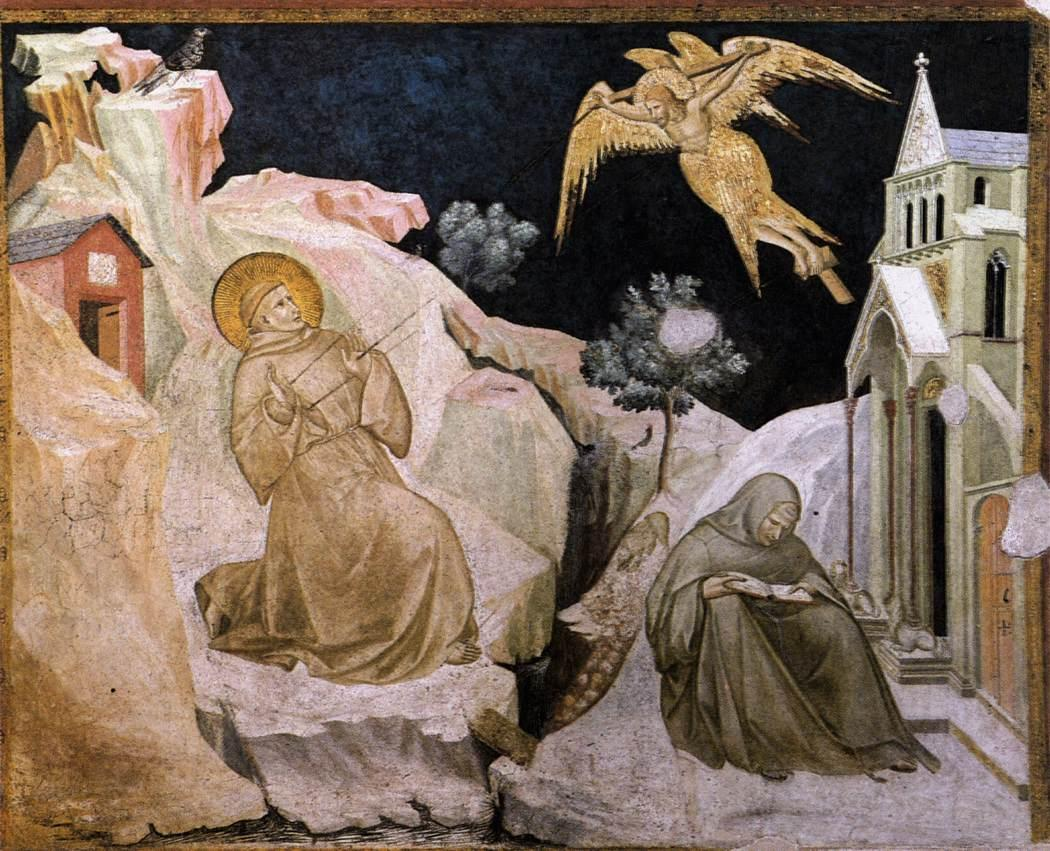
Stigmatisation des hl. Franziskus, Unterkirche von S. Francesco, Assisi

  - Stigmatisation des hl. Franziskus
  - Madonna und Kind zwischen den Johannes d. Täufer und dem hl. Franziskus
  - Madonna und Kind zwischen dem hl. Franziskus und Johannes d. Evangelisten (sogenannte Madonna dei tramonti oder „Madonna des Sonnenuntergangs“)
- Kreuzigung, 1336–37, Fresko in der Kirche San Francesco, Siena (gemeinsam mit Ambrogio Lorenzetti ?)

Fresken in der Unterkirche von S. Francesco, Assisi
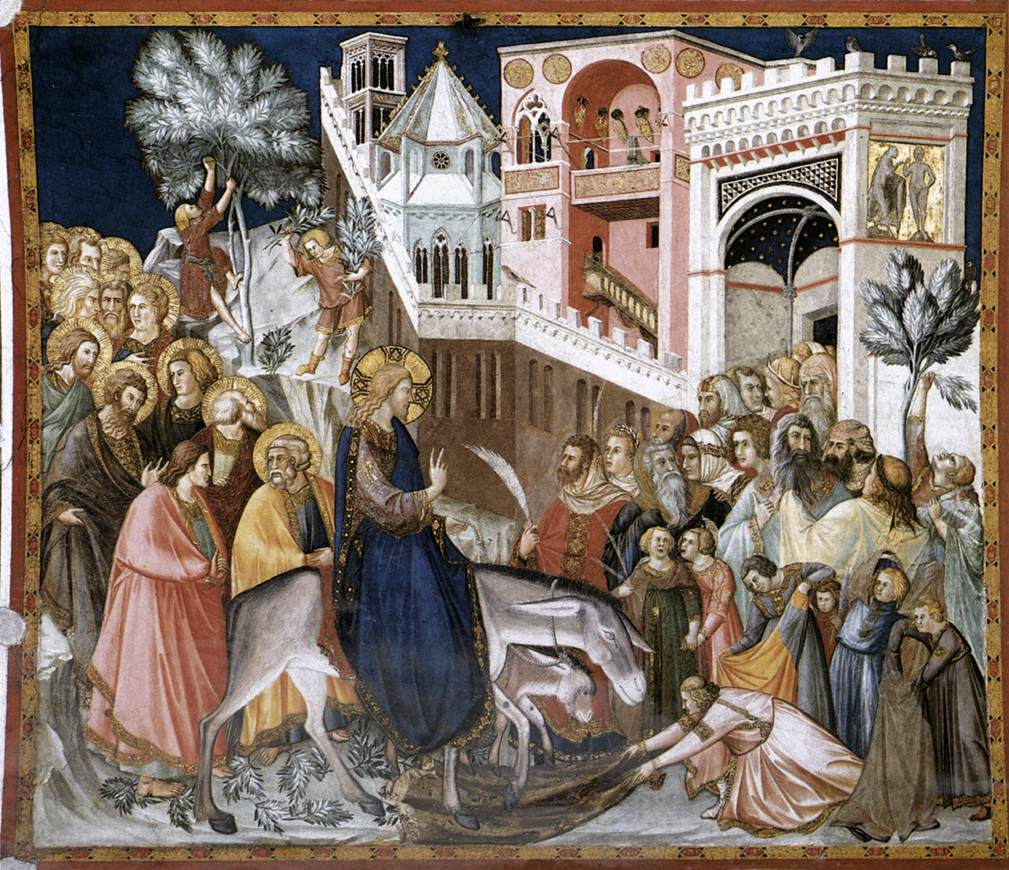
Einzug in Jerusalem
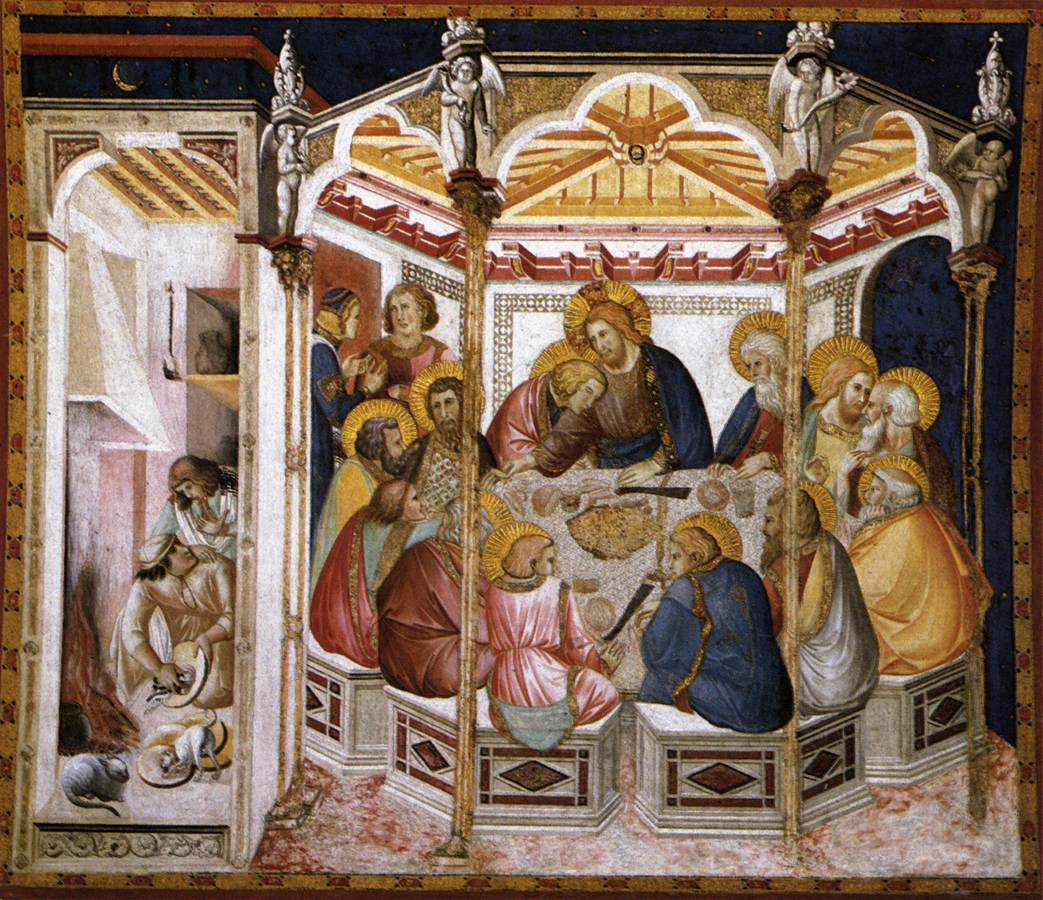
Letztes Abendmahl
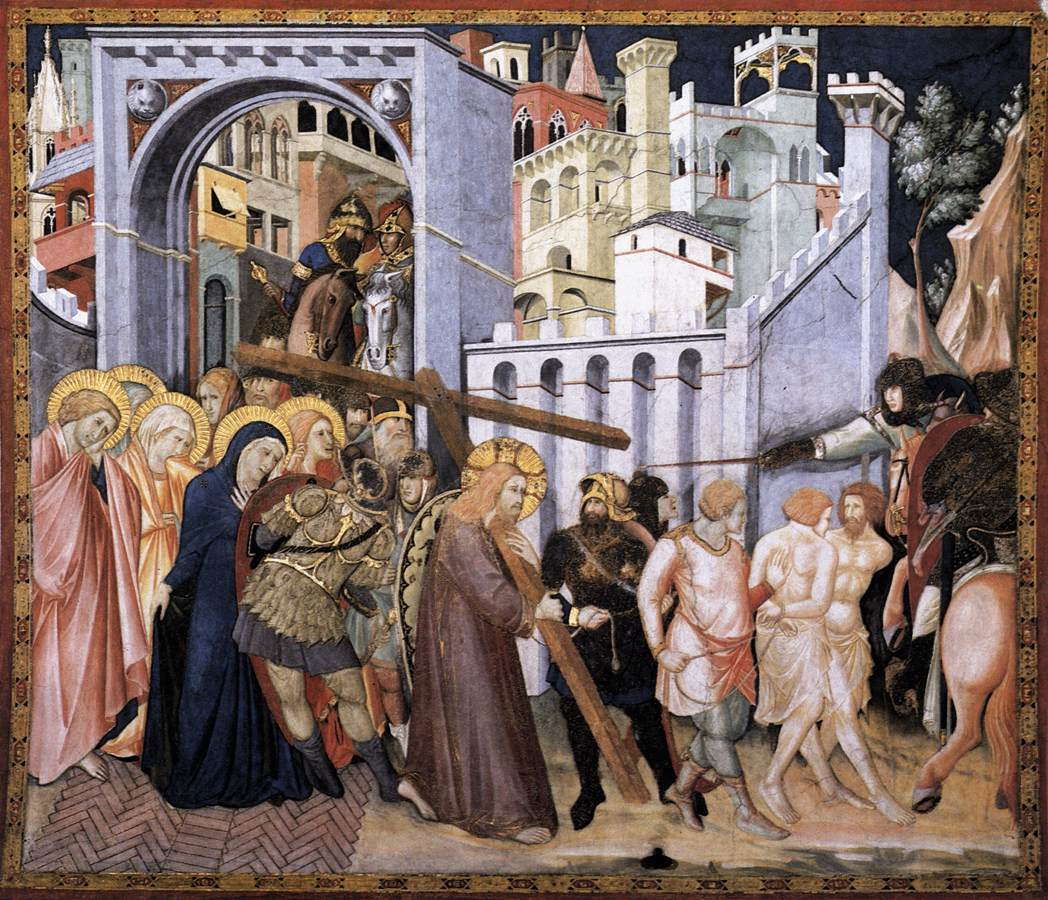
Gang zum Kalvarienberg
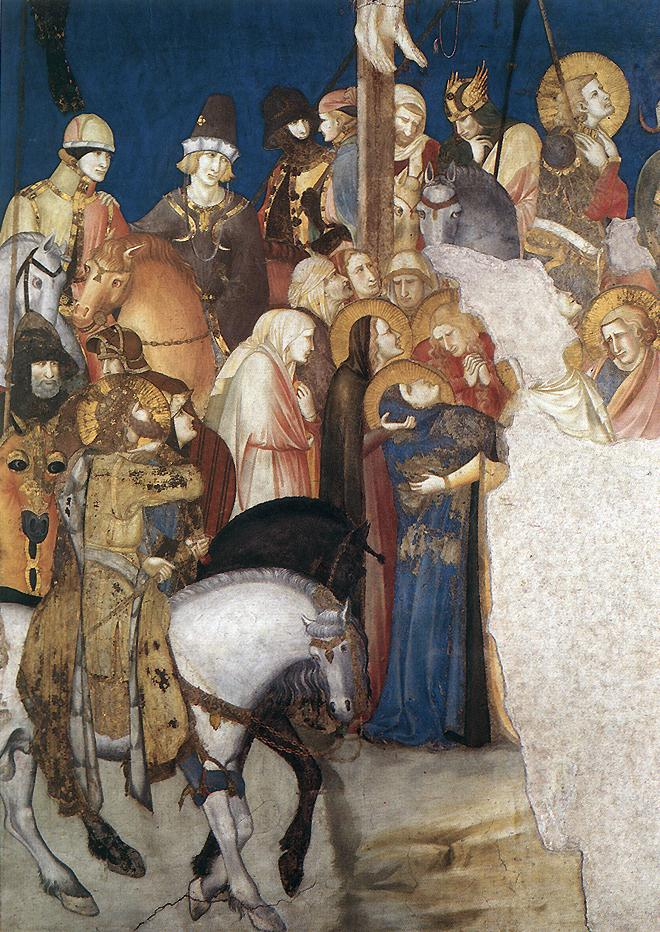
Kreuzigung, Detail mit Maria
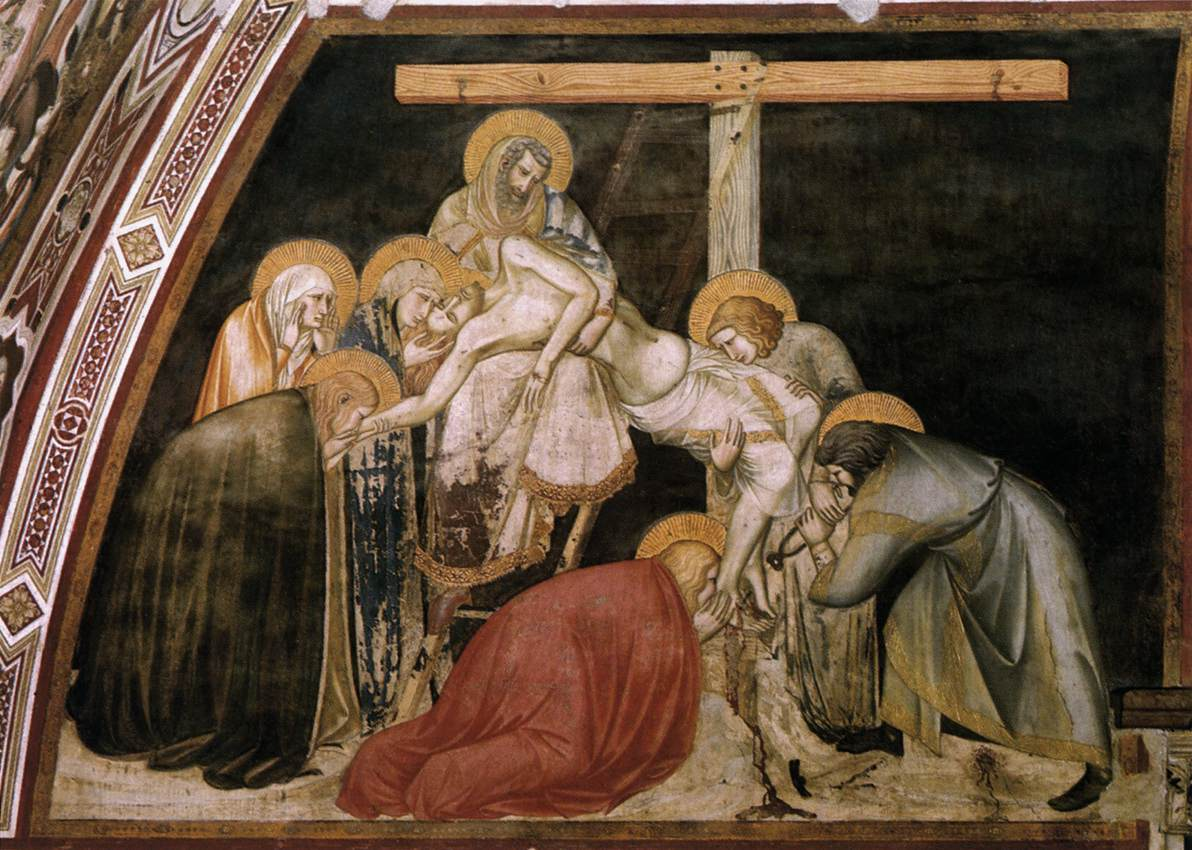
Kreuzabnahme